# بری جونز
بری جونز (انگلیسی: Barry Jones؛ زادهٔ ۳۰ ژوئن ۱۹۷۰) بازیکن فوتبال اهل بریتانیا است.
از باشگاه‌هایی که در آن بازی کرده‌است می‌توان به باشگاه فوتبال لیورپول، باشگاه فوتبال پرسکوت کابلس، باشگاه فوتبال رکسهام، باشگاه فوتبال یورک سیتی، باشگاه فوتبال ساوتپورت، و باشگاه فوتبال یورک سیتی اشاره کرد.